# روزالی لوپز
روزالی لوپز (انگلیسی: Rosaly Lopes؛ زادهٔ ۸ ژانویه ۱۹۵۷) یک دانشمند در زمینه زمین‌شناسی اهل ریو دو ژانیرو برزیل است. او یک زمین‌شناس سیاره‌ای، آتشفشان‌شناس، نویسنده مقالات علمی متعدد و چندین کتاب و همچنین از طرفداران حق آموزش است. علایق اصلی تحقیقاتی او فرآیندهای سطح سیاره‌ای و زمینی با تمرکز بر آتشفشان‌شناسی است. لوپز تاکنون بیش از ۱۰۰ مقاله پژوهشی، فصول کتب علمی و و مدخل دانشنامه تألیف کرده است. او در رسانه‌ها بسیار فعال بوده است، در مستندهای متعددی برای کانال دیسکاوری، کانال نشنال جئوگرافیک، کانال هیستوری، پی‌بی‌اس، و نایت‌لاین در تلویزیون آمریکا حضور داشته و به دفعات با رسانه‌های ملی و بین‌المللی مختلف مصاحبه کرده است.

## زندگی و سوابق علمی
لوپز در ریو دو ژانیرو برزیل متولد شد و در اوایل زندگی خود در نزدیکی محله ایپانما زندگی می‌کرد. او با الهام از پاپی نورثکات ناسا در سال ۱۹۷۵ به لندن در انگلستان نقل مکان کرد تا در دانشگاه لندن در رشته نجوم تحصیل کند. او در سال ۱۹۷۸ با نمرات ممتاز در رشته نجوم فارغ‌التحصیل شد. در ترم آخر تحصیلی خود، یک دوره علوم سیاره‌ای را با جان گست گذراند – و سه هفته بعد از گذراندن این دوره، کوه اتنا منفجر شد. لوپس در پی این رخداد تصمیم گرفت رشته تحصیلی خود را به آتشفشان‌ها بر روی زمین و سیارات فضا تغییر دهد.
او برای تحصیلات دکترا در زمین‌شناسی سیاره‌ای و آتشفشان‌شناسی دوره‌های تخصصی دید و دکترای خود را در رشته علوم سیاره‌ای در سال ۱۹۸۶ با پایان‌نامه ای در مورد مقایسه فرآیندهای آتشفشانی در زمین و مریخ به پایان رساند. در طول دکترای خود، او سفرهای زیادی به آتشفشان‌های فعال داشت و عضو تیم نظارت بر فوران آتشفشانی بریتانیا شد. اولین تجربه او از یک آتشفشان فعال کوه اتنا در سیسیل در سال ۱۹۷۹ بود. لوپس کار پس از دکترای خود را به عنوان متصدی نجوم مدرن و معاون رئیس بخش نجوم در رصدخانه سلطنتی قدیمی در گرینویچ، انگلستان آغاز کرد. در سال ۱۹۸۹ او نقشه‌برداری خطر را در رصدخانه وسویس در ناپل، ایتالیا به عنوان یک محقق مهمان انجام داد.
لوپس بیش از ۱۰۰ مقاله پژوهشی، مقاله، فصل کتاب و مدخل دانشنامه تألیف کرده است. او در رسانه‌ها بسیار فعال بوده است، در مستندهای متعددی برای کانال دیسکاوری، کانال نشنال جئوگرافیک، کانال هیستوری، پی‌بی‌اس، و نایت‌لاین در تلویزیون آمریکا حضور داشته و با رسانه‌های ملی و بین‌المللی مصاحبه کرده است. در سال ۱۹۸۹ لوپز به عنوان معاون پژوهشی شورای تحقیقات ملی به آزمایشگاه رانش جت در پاسادنا، کالیفرنیا پیوست و پس از دو سال، به عضویت پروژه فضاپیمای گالیله درآمد. او بر روی تیم طیف‌سنج نقشه‌برداری فروسرخ نزدیک (NIMS) در برنامه‌ریزی و تحلیل مشاهدات قمر آتشفشانی مشتری آیو از سال ۱۹۹۶ تا ۲۰۰۱ کار کرد. او ۷۱ آتشفشان را در آیو کشف کرد که قبلاً هرگز فعال نبودند.
او عضو اتحادیه بین المللی نجوم، انجمن ژئوفیزیک آمریکا، انجمن آمریکا برای پیشرفت علم، انجمن سلطنتی جغرافیای بریتانیا، و باشگاه کاوشگران است.